# Subprefeitura da Cidade Ademar
A Subprefeitura de Cidade Ademar é uma das 32 subprefeituras da cidade de São Paulo, sendo regida pela Lei nº 13.999 de 1º de agosto de 2002.
É composta por dois distritos: Cidade Ademar e Pedreira, que somados representam 30,7 km², e habitada por mais de 412 mil pessoas
Atualmente, a Subprefeitura de Cidade Ademar tem como subprefeito o engenheiro civil, Rogério Balzano.

## Distritos

### Cidade Ademar
Área: 12,00 km²
População (2022): 249.218 habitantes.
Total de domicílios: 103.713.
As vilas e bairros pertencentes ao distrito Cidade Ademar surgiram por meio do processo de urbanização, consequência do êxodo rural na década de 70. Houve um aumento populacional considerável na região.
Até 1996, Cidade Ademar estava associada à região Administrativa de Santo Amaro, pertencente a região periférica do centro urbano de Santo Amaro.
Em 1997 foi criada a Subprefeitura de Cidade Ademar pelo prefeito à época, Celso Pitta.

### Pedreira
Área: 18,70 km²
População (2022): 163.586 habitantes.
Total de domicílios: 64.002.
O distrito de Pedreira tem esse nome por conta das grandes pedreiras que havia nas redondezas. As principais avenidas da região são: Avenida Nossa Senhora de Sabará e a Estrada do Alvarenga.